# Gemelli (pâtes)
Les gemelli (prononcé : [dʒeˈmɛlli]) sont un type de pâtes italiennes. Leur nom signifie « jumeaux ».
Les gemelli ne sont pas enroulés l'un sur l'autre comme on pourrait le croire ; il s'agit juste d'une seule pâte pliée en deux et dont les brins sont entrelacés.